# Джемал, Муэтдин-Араби
Муэтдин-Араби Джемал (7 января 1900, Верхнее Казанище — 3 июля 1960, Москва) — советский художник, основоположник профессионального изобразительного искусства Дагестана, Заслуженный деятель искусств РФ, Заслуженный деятель искусств ДАССР (1943) и Казахской ССР, Народный художник Дагестана, член Союза художников СССР.

## Биография
Родился в селении Верхнее Казанище Темир-Хан Шуринского округа в небогатой семье. Аварец по отцу, по матери кумык. Дед Джемала был одним из наибов имама Шамиля, а его отец, Абдул-Меджид Джемалов — вахмистр, лучший джигит Дагестанского конного полка.
Раннее детство художника прошло в селе Нижний Дженгутай. Чтобы дать сыну возможность получить образование, отец в 1910 году устроился словесным переводчиком в Темир-Хан-Шуринский окружной суд. Джемала определили в Темир-Хан-Шуринское высшее начальное училище, где проявились его художественные способности. В 1917 году Муэддин завершил учёбу в училище.
В Темир–Хан–Шуре Джемал знакомится с гостившим у М. М. Хизроева и М. Дахадаева русским художником академиком живописи Евгением Лансере и в 17 лет поступает к нему на курсы рисования. В июне 1918 года, находясь в гостях у своего коллеги, художника Халилбека Мусаева, Лансере нарисовал портрет своего ученика (сегодня находится в собрании Дагестанского музея изобразительных искусств им. П. С. Гамзатовой).
С 1920 года Джемал работал в отделе Внешкольного образования и искусства при Областном отделе Народного образования, затем в Дагцентропечати, Дагестанском отделении Российского телеграфного агентства (ДагРОСТ), Дагвоенкомате.
В 1921 году принимает участие в экспедиции по Нагорному Дагестану вместе с приехавшими работать в Дагросте ростовскими художниками. В этом же году к 1-му Съезду Советов в Буйнакске прошла первая выставка его работ в здании Дагревкома. 
С 1920 по 1923 годы Джемал работал над плакатами, панно, иллюстрированием книг и газет, а так же принимал участие в сценических оформлениях театров и клубов.
В 1923 году Наркомпрос ДАССР направил его, как стипендиата, во ВХУТЕИНа в Петроград, откуда он, в 1924 году, окончив первый курс полиграфического факультета под руководством Г. Верейского, перевёлся в Тбилисскую Академию Художеств по классу живописи Лансере. В период учёбы  Муэддин-Араби участвовал в различных этнографических и художественных выставках, организованных Наркомпросом и Дагестанским краеведческим музеем. Осенью 1925 года участвует в экспедиции Лансере в Нагорный Дагестан, организованной по поручению А. Тахо-Годи, в результате которой были созданы портреты «Джамалутдин из с. Унхода», «Абдурахман Магома из с. Корода», «Девушка из Бежта» и другие работы. Многократные этнографическо-художественные поездки дали возможность изучить натуру и типы людей Дагестана и способствовали его становлению как художника. Окончив полный курс факультета по классу живописи у Лансере, в 1928 году он получил звание художника живописи. 
Как аспиранта Дагестанского Научно-исследовательского института в 1929 году Муэддина-Араби направили в Ленинградскую государственную Академию истории материальной культуры и Государственный Эрмитаж для изучения искусствоведческой работы. 
Вернувшись в Дагестан, с конца 1929 по 1930 годы работал директором Дагестанского краеведческого музея. За короткое время перешёл от административной работы на должность научного сотрудника гуманитарного отдела Дагестанского научно-исследовательского института для работы по изучению и охране памятников старины и искусства. 
С 1931 по 1932 годы Джемал преподавал рисование в фабрично-заводском училище Буйнакска, после 1932 до 1935 годы работал как вольнонаёмный художник. Постоянно участвовал во всевозможных выставках, которые проходили в Москве, Пятигорске, Тбилиси, Махачкале и других городах.
На первой Краевой выставке художников Северного Кавказа и Дагестана в Пятигорске в 1935 году ему была присуждена первая премия. С этого же года известный художник был назначен председателем Союза советских художников Дагестана и являлся им вплоть до 1960 года. В 1930-е годы появляются первые научные статьи об искусстве Дагестана, например, «Искусство Северо-Кавказского края» (Искусство, 1936, № 4) и «Художник М.-А. Джемал» («Дагестанский альманах», Пяитигорск, 1937) — автор Б. В. Веймарн.
С 1941 по 1943 годы одновременно возглавлял работу бригады художников по выпуску агитационных плакатов «Окна ТАСС» в Дагестане, которые экспонировались на выставках в Москве и Тбилиси в 1942 году. В период ВОВ в 1944 году Джемалом были организованы две персональные выставки собственных произведений на темы «Герои фронта и тыла» и 27-й годовщине Октябрьской революции. В годы Великой Отечественной войны руководил выпуском «Окон ТАСС» в Дагестане.
По инициативе Джемала Муэддина-Араби в 1959 году было открыто художественное училище в Махачкале, где он и преподавал. C 1960 года он был избран членом правления Союза художников РСФСР.
Является автором одного из первых живописных портретов народного поэта Дагестана Сулеймана Стальского, выполненных дагестанским художником.
За заслуги в развитии искусства, М.-А. Джемал был дважды награжден орденом Трудового Красного Знамени (1950) и медалями «За оборону Кавказа» (1944) и «За доблестный труд в Великой Отечественной войне 1941-1945 гг.» (1945), удостоен почетных званий «Заслуженный деятель искусств ДАССР» и «Заслуженный деятель РСФСР».
Скончался в 1960 году в Москве.

## Память
Работы художника находятся в собраниях ряда музеев России.
В 1961 году Дагестанскому художественное училищу было присвоено имя Муэтдина Араби Абдулмеджидовича Джемала, внесшего большой вклад в организацию этого учебного заведения и налаживания учебного процесса в нём.
11 февраля 2025 года в Дагестанском музее изобразительных искусств им. П. С. Гамзатовой открылась выставка «125 лет. Муэддин-Араби Джемал, Хас-Булат Аскар-Сарыджа».